# Batalla de Ipsos
La batalla de Ipsos tuvo lugar en 301 a. C. y se inscribe en el curso de la cuarta guerra de los Diádocos (308 a. C.-301 a. C.), es decir, de los sucesores de Alejandro Magno. Esta batalla enfrentó a las fuerzas coaligadas de, por un lado, Seleuco (emperador de Babilonia y de los sátrapas orientales), de Casandro (rey de Macedonia) y de Lisímaco (soberano de Tracia) y, por otro, los ejércitos de Antígono y de su hijo Demetrio I Poliorcetes, que habían conseguido agrupar bajo su égida el Levante: Siria, Asia Menor y Grecia (en 302 a. C.).
Según Plutarco, el ejército antigónida estaba compuesto por 70 000 hombres a pie, 10 000 a caballo y 75 elefantes, frente a una fuerza coaligada de 64 000 hombres, 15 000 jinetes, 400 elefantes, así como 120 carros de guerra.
La noche que precedió a la batalla, Antígono tuvo un presagio: Alejandro Magno, revestido con una magnífica armadura, fue a preguntarle cuál sería su grito de guerra durante la batalla, a lo cual el soberano tuerto le respondió: «Zeus y la victoria». Alejandro le dio la espalda y se dirigió al campo enemigo exclamando: «Entonces yo voy con tus adversarios, porque ellos me recibirán con todos los honores que me son debidos…»
Al día siguiente, cuando la batalla empezó, Demetrio, a la cabeza de su mejor caballería, atacó a Antíoco, hijo de Seleuco, que huyó en espantada. Pero en lugar de detenerse, Demetrio avanzó y, rápidamente, los elefantes del ejército coaligado le bloquearon la salida cayendo en la trampa.  La mayor parte de su caballería tuvo miedo de ser masacrada y cambió de bando. El resto fue derrotado. Antígono luchó bravamente y murió abandonado por todos, salvo por Thorax de Larisa. Estando la infantería antigónida privada del sostén de su caballería, el ejército coaligado se lanzó al asalto general, la caballería a la cabeza, y el frente se rompió.
Tras la derrota, Demetrio, que había dirigido al resto del ejército en ausencia de su padre, huyó con 9000 hombres a Éfeso. Al término de esta batalla, los vencedores se repartieron el imperio de Antígono: Ptolomeo se apoderó del Mediterráneo oriental, Casandro de Grecia y Seleuco, el gran vencedor, de toda Asia Menor y de Siria.